# الدوري البرتغالي الممتاز 2024–25
الدوري البرتغالي الممتاز 2024–25 (بالبرتغالية: Primeira Liga de 2024–25‏) هو الموسم الحادي والتسعون من الدوري البرتغالي الممتاز، الدوري الاحترافي الأعلى لأندية كرة القدم البرتغالية والموسم الرابع تحت لقب الدوري البرتغالي الممتاز الحالي. هذا هو الموسم الثامن في الدوري البرتغالي الممتاز الذي يستخدم تقنية حكم الفيديو المساعد (VAR). يعد نادي سبورتينغ لشبونة حامل اللقب، بعد أن فاز بلقبه العشرين في الموسم السابق.